# Liste der FFH-Gebiete im Landkreis Eichstätt
Die Liste der FFH-Gebiete im Landkreis Eichstätt zeigt die FFH-Gebiete des oberbayerischen Landkreises Eichstätt in Bayern. Teilweise überschneiden sie sich mit bestehenden Natur-, Landschaftsschutz- und EU-Vogelschutzgebieten.
Im Landkreis befinden sich zehn und zum Teil mit anderen Landkreisen überlappende FFH-Gebiete.
| Buchenwälder auf der Albhochfläche                              |    | 7132-373 WDPA: 555521821 | Landkreis Eichstätt                                                                      |                                          | ⊙ | 275,45   |  |
| Donauauen zwischen Ingolstadt und Weltenburg                    |    | 7136-304 WDPA: 555521826 | Landkreis Eichstätt, Ingolstadt, Landkreis Pfaffenhofen an der Ilm                       | auch in Landkreis Kelheim                | ⊙ | 2.766,00 |  |
| Fledermauswinterquartiere in der südlichen Frankenalb           |    | 6932-371 WDPA: 555521758 | Landkreis Weißenburg-Gunzenhausen, Landkreis Eichstätt, Landkreis Neuburg-Schrobenhausen |                                          | ⊙ | 7,97     |  |
| Galgenberg und Schutterquelle                                   |    | 7132-372 WDPA: 555521820 | Landkreis Eichstätt                                                                      |                                          | ⊙ | 11,51    |  |
| Magerrasen auf der Albhochfläche im Lkr. Eichstätt              | BW | 7035-371 WDPA: 555521790 | Landkreis Eichstätt                                                                      |                                          | ⊙ | 54,86    |  |
| Mausohrkolonien in der südlichen Frankenalb                     |    | 7136-303 WDPA: 555521825 | Landkreis Donau-Ries, Landkreis Eichstätt, Landkreis Kelheim                             | auch in Landkreis Neuburg-Schrobenhausen | ⊙ | 0,00     |  |
| Mittleres Altmühltal mit Wellheimer Trockental und Schambachtal |    | 7132-371 WDPA: 555521819 | Landkreis Weißenburg-Gunzenhausen, Landkreis Eichstätt, Landkreis Neuburg-Schrobenhausen |                                          | ⊙ | 4.204,50 |  |
| Standortübungsplatz Ingolstadt - Hepberg                        | BW | 7134-371 WDPA: 555521822 | Landkreis Eichstätt                                                                      |                                          | ⊙ | 263,29   |  |
| Trauf der südlichen Frankenalb                                  |    | 6833-371 WDPA: 555521725 | Landkreis Roth, Landkreis Weißenburg-Gunzenhausen, Landkreis Eichstätt                   |                                          | ⊙ | 4.324,42 |  |
| Trockenrasen nördlich Pförring                                  | BW | 7136-305 WDPA: 555521827 | Landkreis Eichstätt                                                                      |                                          | ⊙ | 4,00     |  |
| Legende für Fauna-Flora-Habitat                                 |    |                          |                                                                                          |                                          |   |          |  |